# Миссия невыполнима (сезон 7)
Седьмой и заключительный сезон оригинального «Миссия невыполнима» изначально выходил в эфир по субботам в 10:00—11:00 вечера с 16 сентября по 9 декабря 1972 года и по пятницам в 8:00—9:00 вечера с 22 декабря 1972 года по 30 марта 1973 года.

## В ролях
| Персонаж                | Актёр            | Основной   | Периодический   |
| ----------------------- | ---------------- | ---------- | --------------- |
| Джим Фелпс              | Питер Грейвс     | Весь сезон |                 |
| Бернард «Барни» Кольер  | Грег Моррис      | Весь сезон |                 |
| Лиза Кейси              | Линда Дэй Джордж | Весь сезон |                 |
| Вильям «Вилли» Армитадж | Питер Люпус      | Весь сезон |                 |
| Мими Дэвис              | Барбара Андерсон |            | 1, 3, 5—6, 8—10 |

## Серии
| №   | #  | Название                    | Режиссёр           | Сценарист                                                                       | Дата выхода в эфир | Prod. No. |
| --- | -- | --------------------------- | ------------------ | ------------------------------------------------------------------------------- | ------------------ | --------- |
| 150 | 1  | «Прекратите!» «Break!»      | Пол Красни         | Сэмюэль Роэка Джеймс Л. Хендерсон                                               | 16 сентября 1972   | 151       |
| 151 | 2  | «Две тысячи» «Two Thousand» | Лесли Х. Мартинсон | Гарольд Ливингстон                                                              | 23 сентября 1972   | 148       |
| 152 | 3  | «Сделка» «The Deal»         | Лесли Х. Мартинсон | Телеспектакль: Джордж Ф. Славин и Стивен Кандел Рассказ: Джордж Ф. Славин       | 30 сентября 1972   | 152       |
| 153 | 4  | «Леона» «Leona»             | Лесли Х. Мартинсон | Говард Браун                                                                    | 7 октября 1972     | 150       |
| 154 | 5  | «TOD-5» «TOD-5»             | Льюис Аллен        | Джеймс Д. Бьюкенен и Рональд Остин                                              | 14 октября 1972    | 155       |
| 155 | 6  | «Кокаин» «Cocaine»          | Реза С. Бадийи     | Телеспектакль: Гарольд Ливингстон Рассказ: Норман Катков и Гарольд Ливингстон   | 21 октября 1972    | 156       |
| 156 | 7  | «Подземелье» «Underground»  | Дэвид Лоуэлл Рич   | Ли Вэнс                                                                         | 28 октября 1972    | 149       |
| 157 | 8  | «Кино» «Movie»              | Терри Беккер       | Телеспектакль: Энтони Бауэрс, Артур Вайс и Стивен Кандел Рассказ: Энтони Бауэрс | 4 ноября 1972      | 159       |
| 158 | 9  | «Удар» «Hit»                | Реза С. Бадийи     | Дуглас Уэйр                                                                     | 11 ноября 1972     | 158       |
| 159 | 10 | «Ультиматум» «Ultimatum»    | Барри Крейн        | Телеспектакль: Гарольд Ливингстон Рассказ: Ширл Хендрикс и Гарольд Ливингстон   | 18 ноября 1972     | 160       |
| 160 | 11 | «Похищение» «Kidnap»        | Питер Грейвс       | Сэмюэль Роэка Джеймс Л. Хендерсон                                               | 2 декабря 1972     | 161       |
| 161 | 12 | «Трещина» «Crack-Up»        | Саттон Роли        | Телеспектакль: Артур Вайс Рассказ: Роберт и Филлис Уайт, Артур Вайс             | 9 декабря 1972     | 154       |
| 162 | 13 | «Марионетка» «The Puppet»   | Льюис Аллен        | Ли Вэнс                                                                         | 22 декабря 1972    | 162       |
| 163 | 14 | «Воплощение» «Incarnate»    | Барри Крэйн        | Телеспектакль: Бак Хоутон и Стивен Кандел Рассказ: Бак Хоутон                   | 5 января 1973      | 165       |
| 164 | 15 | «Бумеранг» «Boomerang»      | Лесли Х. Мартинсон | Говард Браун                                                                    | 12 января 1973     | 164       |
| 165 | 16 | «Вопрос» «The Question»     | Лесли Х. Мартинсон | Стивен Кандел                                                                   | 19 января 1973     | 157       |
| 166 | 17 | «Фонтан» «The Fountain»     | Барри Крэйн        | Стивен Кандел                                                                   | 26 января 1973     | 163       |
| 167 | 18 | «Боец» «The Fighter»        | Пол Красни         | Телеспектакль: Стивен Кандел и Николас Э. Баер Рассказ: Орвилл Х. Хэмптон       | 9 февраля 1973     | 167       |
| 168 | 19 | «Скорость» «Speed»          | Вирджил В. Вогель  | Лу Шоу                                                                          | 16 февраля 1973    | 147       |
| 169 | 20 | «Маятник» «The Pendulum»    | Льюис Аллен        | Кэлвин Клементс младший                                                         | 23 февраля 1973    | 168       |
| 170 | 21 | «Вестерн» «The Western»     | Лесли Х. Мартинсон | Арнольд и Лоис Писер                                                            | 2 марта 1973       | 166       |
| 171 | 22 | «Имитация» «Imitation»      | Пол Красни         | Эдвард Дж. Лэксо                                                                | 30 марта 1973      | 153       |